# Maîtresse-en-titre

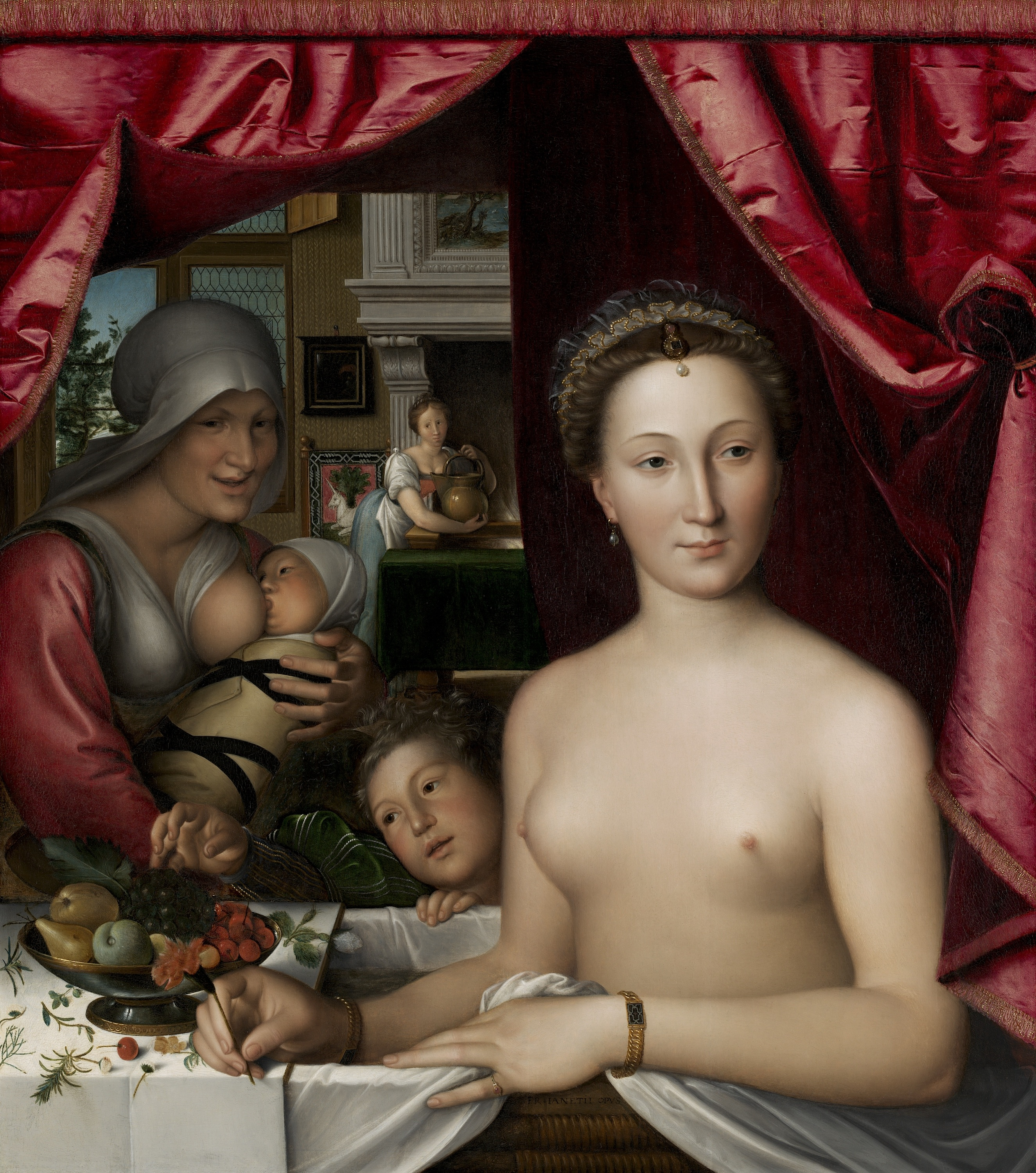
Diana de Poitiers.

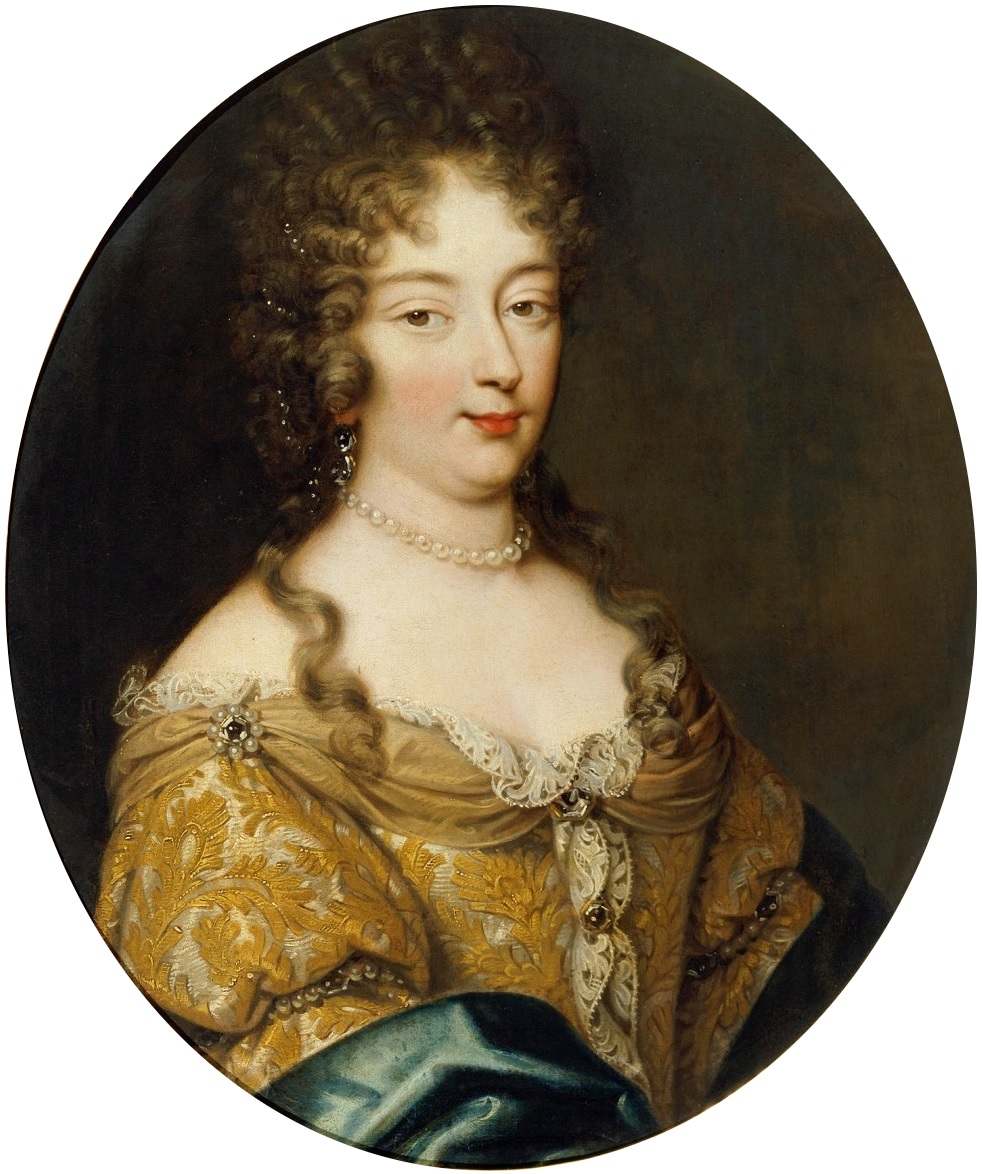
Olímpia Mancini.

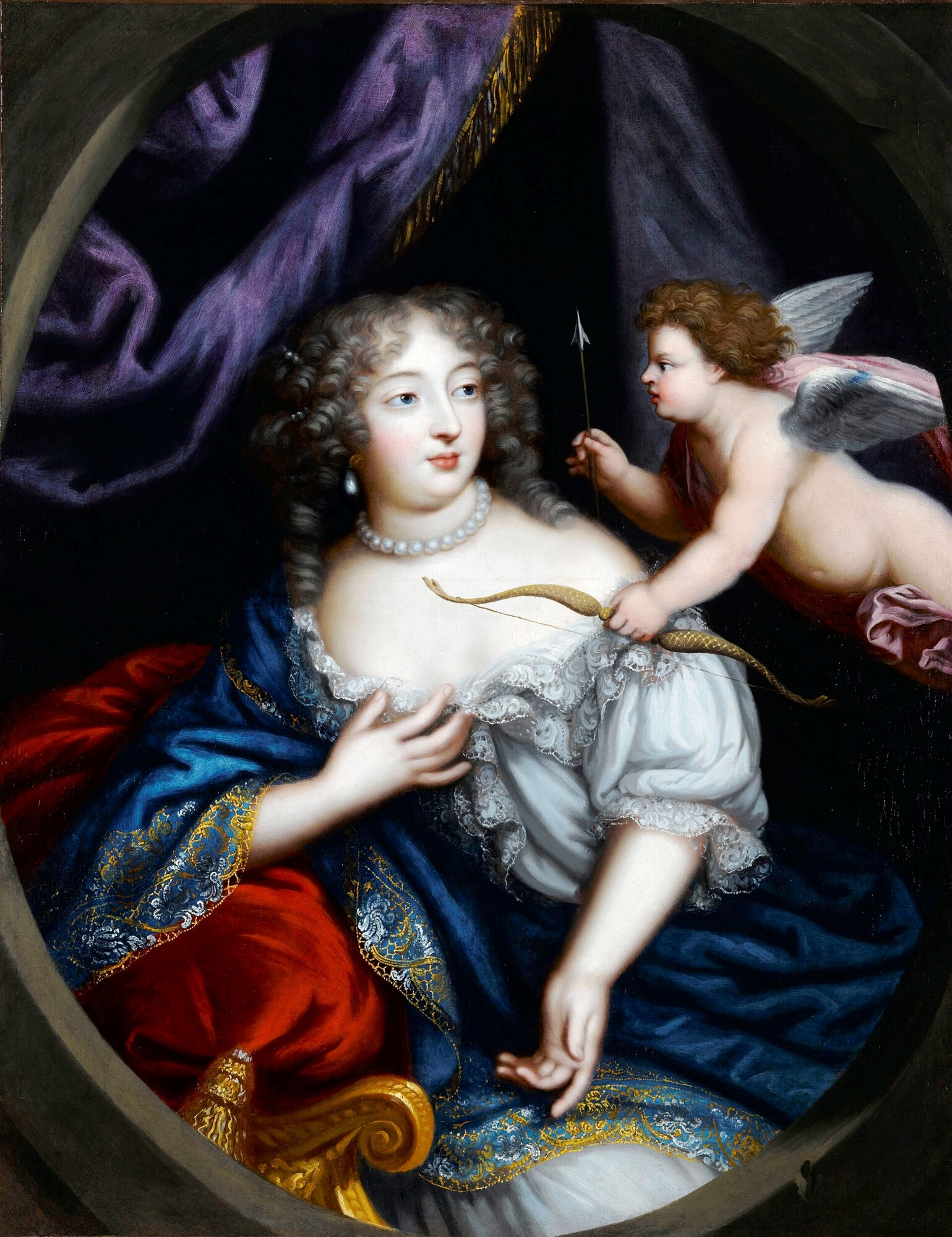
Madame de Montespan.

Madame de Pompadour.

Madame du Barry.

A maîtresse-en-titre era a amante-chefe do rei de França. Era uma posição semi-oficial que vinha com seus próprios aposentos. O título surgiu durante o reinado de Henrique IV e continuou até o reinado de Luís XV.

## Notáveis amantes reais francesas
Carlos V de França
- Biette de Casinel (1340–1380)

Carlos VI de França
- Odette de Champdivers (1384-1424)

Carlos VII de França
- Agnès Sorel (1422-1450)
- Antonieta de Maignelais (1430–1461)

Luís XI de França
- Phélisé Regnard
- Marguerite de Sassenage (1449-1471)

Francisco I de França
- Françoise de Foix (1495-1537), Condessa de Châteaubriant
- Anne de Pisseleu d'Heilly (1508-1580), Duquesa de Étampes

Henrique II de França
- Diana de Poitiers (1499-1566)
- Janet Stewart (1508–1553)
- Filippa Duci (1520–?)
- Nicole de Savigny (1535-1590), Baronesa de Fontette

Carlos IX de França
- Maria Touchet (1553-1638)

Henrique III de França
- Louise de La Béraudière du Rouhet
- Renée de Rieux de Châteauneuf
- Veronica Franco (1546-1591)
- Marie van Kleef (1553-1574), Condessa de Beaufort

Henrique IV de França
- Diane d'Andoins "La Belle Corisandre" (1554-1621)
- Françoise de Montmorency (1562–?)
- Ester Imbert (1570–1593)
- Antonieta de Pons (1570-1632)
- Gabrielle d'Estrées (ac 1571-1599)
- Catherine Henriette de Balzac d'Entragues (1579-1633), Marquesa de Verneuil
- Jacqueline de Bueil (ac 1580-1651)
- Charlotte des Essarts (ac 1580-1651)
- Charlotte-Marguerite de Montmorency (1594-1650), Princesa de Condé

Luís XIII de França
- Maria de Hautefort (1616-1691)
- Louise de La Fayette (1616-1665)

Luís XIV de França
- Catherine Bellier, Baronesa de Beauvais
- Olímpia Mancini (1638-1708)
- Lucie de la Motte-Argencourt
- Mademoiselle de Marivault
- Maria Mancini (1639-1715)
- Hortênsia Mancini (1646-1699)
- Henriqueta Ana de Inglaterra (1644-1670), sua cunhada
- Louise Françoise de la Baume le Blanc de la Vallière (1644-1710), Duquesa de la Vallière e Duquesa de Vaujours
- Francisca Atenas de Rochechouart (mais conhecida como Madame de Montespan) (1640-1707), Marquesa de Montespan
- Anne de Rohan-Chabot (1641-1709), Princesa de Soubise
- Françoise d'Aubigné (mais conhecida como Madame de Maintenon) (1635-1719), Marquesa de Maintenon (casou-se secretamente com o Rei em 1683)
- Claude de Vin des Œillets (ac 1637-1687)
- Isabelle de Ludres (1687-1722)
- Marie-Angélique de Scoraille de Roussille (1661-1681), Duquesa de Fontanges
- Charlotte-Eléonore Madeleine de la Motte Houdancourt, Duquesa de Ventadour (1654-1744)

Luís XV de França
- Louise Julie, Condessa de Mailly (1710-1751)
- Pauline Félicité de Mailly-Nesle (1712-1741), Marquesa de Vintimille
- Diane-Adélaïde de Mailly (1713-1760), Duquesa de Lauraguais
- Marie-Anne de Mailly-Nesle, Duquesa de Châteauroux (1717-1744)
- Jeanne-Antoinette Poisson (mais conhecida como Madame de Pompadour) (1721-1764), Marquesa de Pompadour
- Marie-Jeanne Bécu (mais conhecida como Madame du Barry) (1743-1793), Condessa de Barry
- Marie-Louise O'Murphy (1737-1815), nunca foi realmente Maîtresse-en-titre
- Françoise de Châlus (1734-1821), Duquesa de Narbonne-Lara
- Marguerite Catherine Haynault (1736-1823), Marquesa de Montmélas
- Lucie, Madeleine d'Estaing (1743-1826)
- Anne Couffier de Romans (1737-1808), Baronesa de Meilly-Coulonge
- Louise-Jeanne Tiercelin de La Colleterie (1746-1779), chamada Madame de Bonneval
- Irène du Buisson de Longpré (?-1767)
- Catherine Éléonore Bénard (1740-1769)
- Marie Thérèse Françoise Boisselet (1731-1800)

Luís XVIII de França
- Zoé Talon, Condessa de Cayla (1785-1852)